# Canal Messier
Le canal Messier est un canal situé en Patagonie, au Chili. Il est orienté du nord au sud entre l'île Wellington (ainsi que d'autres îles du Pacifique), et le continent, limité au nord par le golfe de Penas. C'est un fjord, au sens scandinavien du terme. Une profondeur de 1 288 mètres a été mesurée au nord du canal, faisant de lui un des fjords les plus profonds au monde. Le canal Messier est entouré par le parc national Bernardo O'Higgins et la réserve nationale Katalalixar.
Une étude récente sur la toponymie du canal indique que ce nom provient d'une déformation successive d'un mot d'origine espagnole. Il est également détaillé dans cette étude la découverte et l'exploration de ce canal par les différentes expéditions des grandes puissances européennes. Elle s'appuie de plus sur un corpus de cartes incontournables.